# Réserve nationale

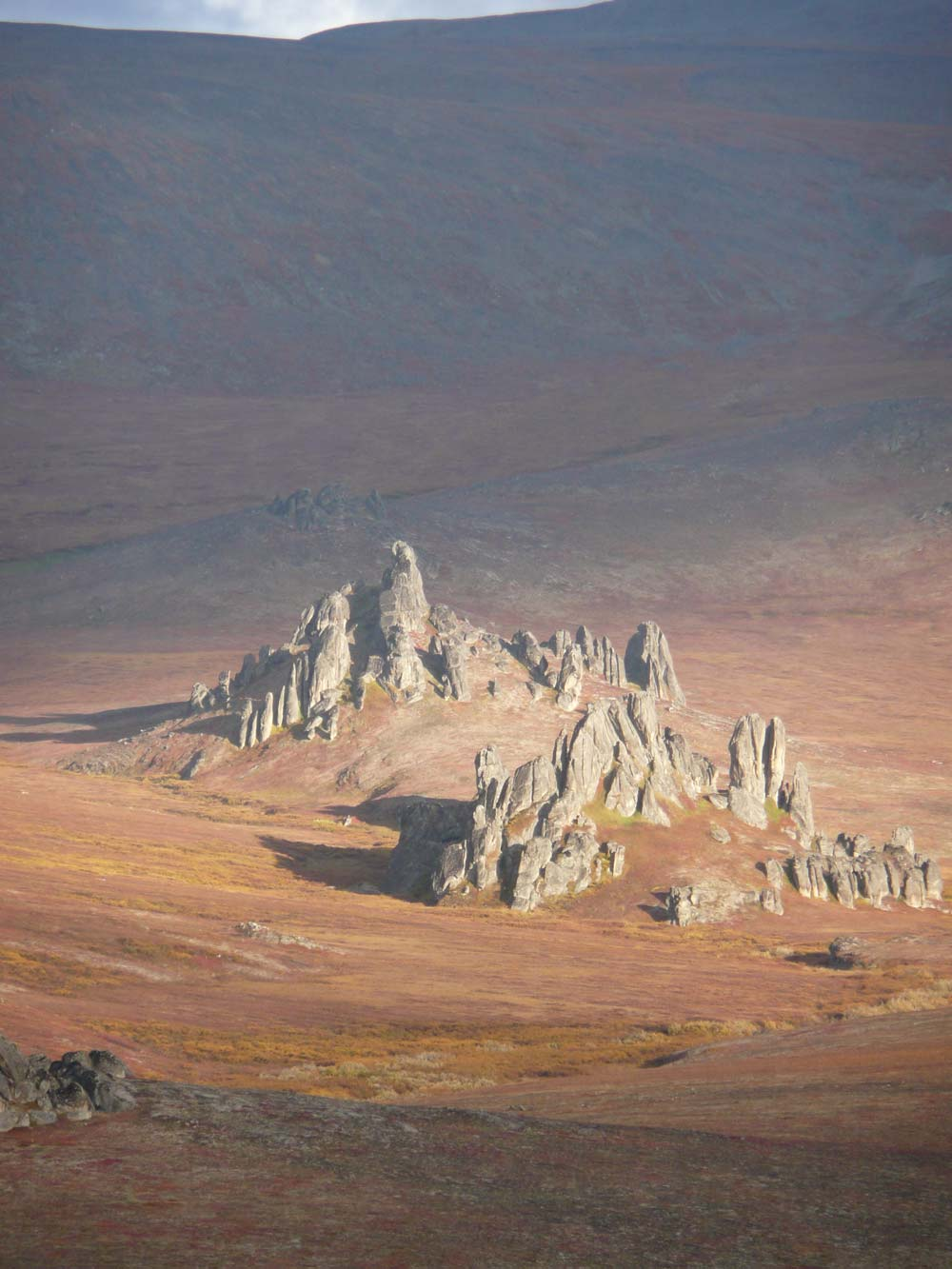
Réserve nationale de Bering Land Bridge, Alaska, États-Unis

Une réserve nationale (en anglais : national preserve) est une aire protégée américaine d'un certain type. Le terme est appliqué par le Congrès des États-Unis d'Amérique à des zones protégées possédant des caractéristiques des parcs nationaux, mais où certaines activités sont possibles (chasse, extraction minière, etc.). 
Il y a 21 réserves nationales à travers le pays, dont dix en Alaska. Seules dix sont des unités autonomes du National Park System, les autres étant adossées à des aires protégées d'un autre type.

## Histoire

### Premières créations
Les premières réserves nationales sont la Big Thicket National Preserve au Texas et la Big Cypress National Preserve en Floride, toutes deux créées en 1974. Le Big Cypress Swamp, adjacent au parc national des Everglades et qui devait à l'origine en faire partie, risquait d'être détruit par un projet d'aéroport. L'opposition des défenseurs de l'environnement et des études montrant le rôle du marais dans la protection de l'eau ont conduit à l'annulation du projet après la construction d'une piste, et le président Richard Nixon a proposé de préserver la zone en tant que Big Cypress National Fresh Water Reserve afin de protéger l'approvisionnement local en eau. Les délibérations du Congrès ont abouti à une nouvelle désignation d'une réserve nationale qui a racheté des propriétaires fonciers privés pour conserver "les valeurs naturelles, panoramiques, hydrologiques, florales, fauniques et récréatives du bassin hydrographique de Big Cypress", bien que l'utilisation de véhicules tout-terrain, l'extraction de pétrole, la chasse et l'utilisation traditionnelle par les tribus Miccosukee et Seminole soient autorisées.

## Sources
1. ↑  (en) National Park Service web site - Explanation of Designations
2. ↑  (en) « Creation of Big Thicket National Preserve - Big Thicket National Preserve (U.S. National Park Service) », sur www.nps.gov (consulté le 1er août 2024)
3. 1 2  (en) « A National Preserve - One Land, Many Uses - Big Cypress National Preserve (U.S. National Park Service) », sur www.nps.gov (consulté le 1er août 2024)
4. ↑  « Special Message to the Congress Outlining the 1972 Environmental Program | The American Presidency Project », sur www.presidency.ucsb.edu (consulté le 1er août 2024)
5. ↑  (en) John C. Paige, Lawrence F. Van Horn, « An Ethnohistory of Big Cypress National Preserve », 1982